# Баргано (Лоди)
Баргано је насеље у Италији у округу Лоди, региону Ломбардија.
Према процени из 2011. у насељу је живело 1087 становника. Насеље се налази на надморској висини од 71 м.